# Carlo Saverio Belli
Carlo Saverio Belli (25 de mayo de 1852 - 1919) fue un botánico curador, briólogo, y micólogo italiano. Recolectó en Italia

## Algunas publicaciones
- 1893. Rivista critica delle specie di "trifolium" italiane comparate con quelle straniere della sezione Lupinaster (Buxbaum).: Memoria. Editor Carlo Clausen, 62 pp.

## Eponimia
Género
- (Apiaceae) Bellia Bubani[2]

Especies
- (Apiaceae) Prionosciadium bellii Mathias & Constance[3]
- (Asteraceae) Hieracium bellii Arv.-Touv.[4]
- (Brassicaceae) Physaria bellii G.A.Mulligan[5]
- (Caprifoliaceae) Leycesteria belliana W.W.Sm.[6]
- (Fabaceae) Aragallus bellii (Macoun) Greene[7]
- (Fabaceae) Crotalaria bellii Windler & S.G.Skinner[8]
- (Fabaceae) Trifolium bellianum Chiov.[9]
- (Hyacinthaceae) Alrawia bellii (Baker) K.Perss. & Wendelbo[10]
- (Orchidaceae) Tropidia bellii Blatt. & McCann[11]
- (Sarraceniaceae) Sarracenia × bellii Mellich.[12]
- (Woodsiaceae) Woodsia bellii (G.Lawson) A.E.Porsild[7]